# Camel (cigaretmærke)
 For alternative betydninger, se Camel. (Se også artikler, som begynder med Camel)
Camel er et cigaretmærke som ejes af R. J. Reynolds Tobacco Company. Camel er kendt for sine cigaretpakker med et billede af en dromedar. Studerer man billedet nøje, ser man forskellige billeder i dromedarens mønster, blandt andet Manneken Pis.
I og med forbuddet mod reklamer for tobaksvarer har Camel også lanceret andet produkter, blandt andet sko, hvilket man i stedet gjorde reklame for.